# 土工

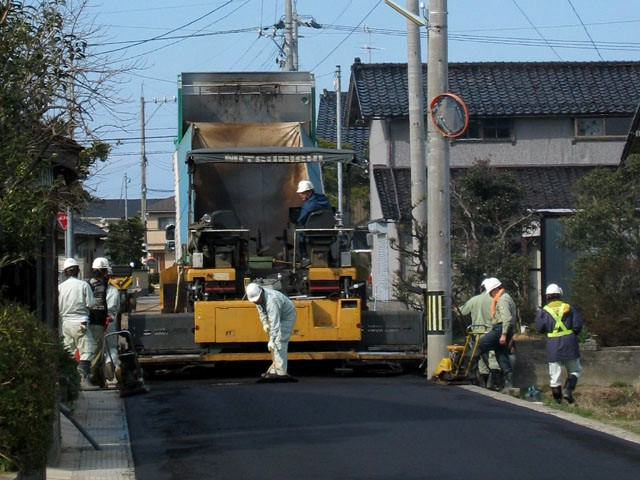
舗装工事を行う土工

土工（どこう）は、土木作業員および建築作業員の通称で、建築工事および土木工事の土工事や地業に関わる者に対して用いられる。
土木工事 において作業員は、必要に応じて、自身の職能・技能の他に異なる職種の技能を身につけた者である多能工と専門機械工に2極化しつつある。この隙間を埋める形で雑役として土工が存在する。
建築においては、基礎工事、杭工事、擁壁工事および間知石積工事などで土工が専門分業化している。間知石積とは石垣や城壁が元になり発達した崖や斜面の保護を目的とした石積技術。近年では石の代わりにコンクリートブロックを使用することが多い。また擁壁は間知石積に代わり一体となった壁で斜面や崖を覆う壁であるが、近年では主に鉄筋コンクリートで作られる。

## 日本の歴史

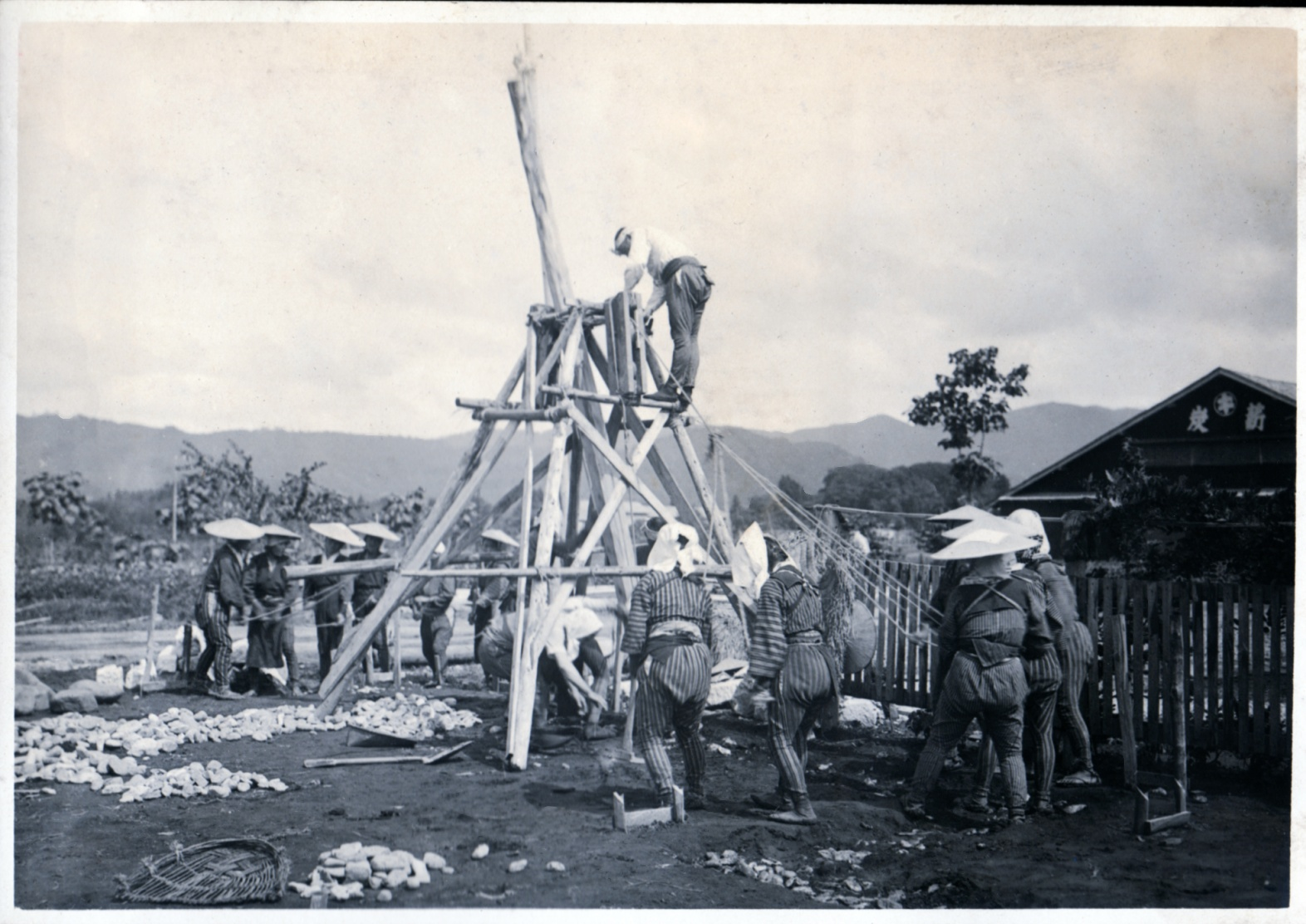
大正時代の女性土木作業員

古くは天皇陵、遷都、治水、開発、開拓、戦闘における工作および普請の城壁築造技術者などが土工の職域であり、土方（どかた）と呼ばれた。インフラストラクチャーを築く上で、時代の変遷と需要により、現在の名称へと移り変わっていった。

### 江戸時代
元々土木工事は、建築業や第一次産業に従事する者が行っていたが、どの業界とも関わり合いがないため、新たな技術者集団としての土方が江戸の太平期に登場した。
戦国時代から続く穴太衆と呼ばれる築城の土木技術者集団が曳家に転業、この頃から、明確に建築業と土木業の区分が出来始めた。その土木業の代表が埋立地の造成であり、これを行う者が土手人足と呼ばれた。この敬称として土手人足方と呼称、土手方や土方に略したと考えられる。港湾、河川、海浜の護岸整備を担うと共に江戸幕府における天下普請の根幹となった。
また、土方は鳶職と共に火消の役割を担っており、鳶職の下部組織として存在した。このことからも鳶職と土方は深い繋がりがあった。一般に、求人などでは鳶・土工という名称で表現される。このことは、土木工事が古くは鳶職の一部であったことの名残だ。
なお、土方により整備された埋立地は、町奉行・寺社奉行どちらの管轄にも属さない新たな土地となり、野帳場（野丁場）と呼ばれた。これは、まだ丁の区分（1丁目、2丁目）がないため、人の住まない「野」に「丁」の区分の線を張る検地および野帳簿が必要な場所との意味から来ている。この名残として地面にベンチマークをすることを、建築では遣り方、土木では丁張りと呼ぶ。この時代における埋立事業は重要な政策であり、産業経済の振興業やイベントでもあった。埋立地ができると、最初に花見のため桜を植える。日本各地の河川で桜並木が多く見られるのはこの名残だ。そして遊廓を造り、近隣では花火の打ち上げが行われた。人々が集まることで埋立地が踏み固められ、地盤や堆積した物が、自らの重みにより、時間と共に体積が圧縮され、沈下する自然自重沈下を促していった。そして遊郭に関連する職業や商業に従事する者が次第に移り住み、町を形成した。また、風紀上よろしくないとされた遊郭が郊外に移転することで、市街地が拡張するという効果をもたらした。土手は当時の人々にとって色々な意味で華やかな場所となった。また築地市場を始め、日本各地に残る築地と言う地名は埋立地を意味し、土方が築いたインフラストラクチャーだ。

### 明治時代
宮内省で土木工事を主に担う者が土工司と呼ばれた。

### 現在（昭和の終わり頃からか）
現在、建設業では土工（どこう）が正式名称となっており、土を動かす職業やその事業に従事する者全般を指す。
土工事も土木工事の土工 (工種)および建築工事に関わる地業に分けられる。これは河川法、道路法、宅地造成及び特定盛土等規制法および建築基準法など、建設する場所や施設の分類により法律が細分化され、それに対応する形で企業も存在するためだ。しかし、それぞれ重複していたり、専業化も進んでおり、必ずしも明確な区分がある訳ではない。

## 業種による分類と概要

### 機械土工

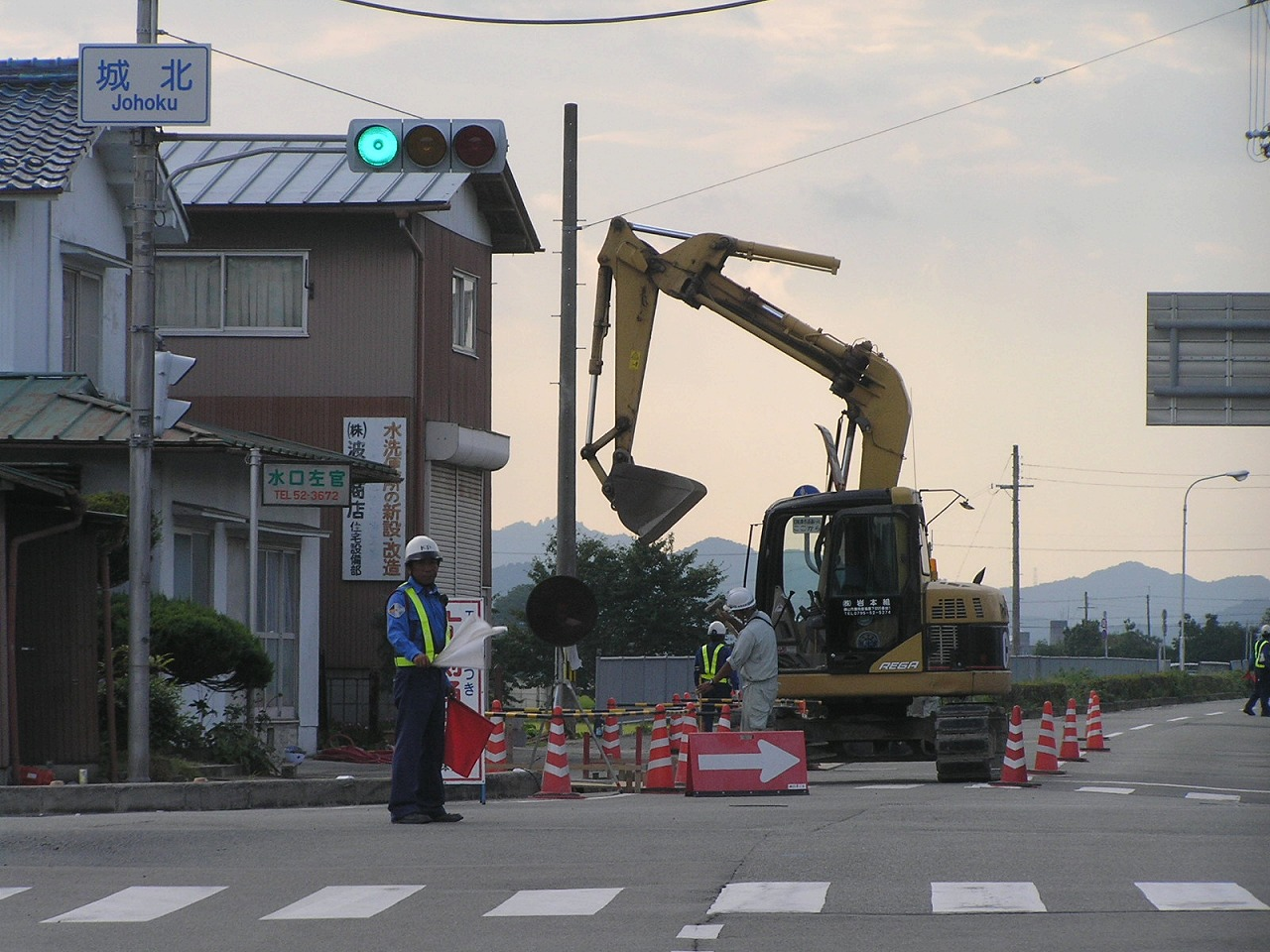
バックホウによる道路掘削

下記の工事において、専門機械の操作資格を取得し、専門工として従事する者を指す。
- 造成工事・埋め立て工事
- 杭工事
- 穿孔工事
- 土留工事
- 掘削工事
- 締固め工事 - 地盤や法面（土の斜面、崖）や掘削後に土を入れ埋め戻した部分の地固めを行う工事。

### 土木工事業の土工
職域が明確に区分されていないため、1人が複数のスキルを持つ、いわゆる多能工での採用が一般的になっている。
土木工事会社はこれらの者を契約社員として雇っている場合が多い。小規模な工事は現場監督と土工という体制で行われる場合が多く、主に正社員と契約社員の組み合わせで、仕事の規模や技術力などにより、会社と協議して組というチームを作り、一生付き合っていく場合もある。ダムやトンネルなどの長期工事では、組の中でそれぞれが世襲し、親子2代に渡って同じ組のということもある。
電気事業者発注の電気工事及び通信事業者発注の電気通信工事にも土工が存在する。電気工事の土工および電気通信工事の土工は、架空構造物（電柱・支線等）を対象とする土工と地下構造物（管路・マンホール・ハンドホール・洞道等）を対象とする土工に大きく区別される。電気工事の土工および電気通信工事の土工は、一般的な土木工事会社の土工とは独立した人材市場を有している。

#### 建設時に土工工事が伴う施設
建設時に土工工事を伴う施設。または土工が必要とされる施設。
- 造成、埋め立ておよび干拓
- 道路
  - 道路の切通しおよび擁壁
    - 道路法にもとづく間知石積
    - 道路法にもとづくコンクリート擁壁
- 橋の基礎
- トンネル
- 地下施設
  - 大規模下水施設
  - 地下鉄
  - 地下道
  - 管路
  - マンホール
  - ハンドホール
  - 洞道
  - 共同溝
- ダム
- 灌漑施設
  - 貯水池
  - 灌漑用水路
- 河川改修
  - ボックスカルバート敷設
  - 護岸
    - 堤
    - 河川法にもとづく間知石積
    - 河川法にもとづくコンクリート擁壁
- 港湾施設
  - 防波堤
  - 護岸
- 電柱
  - 支線

#### 道路工事を例にした土工の職能
技術の習得は個人差があり、国家資格を要するものも多い。

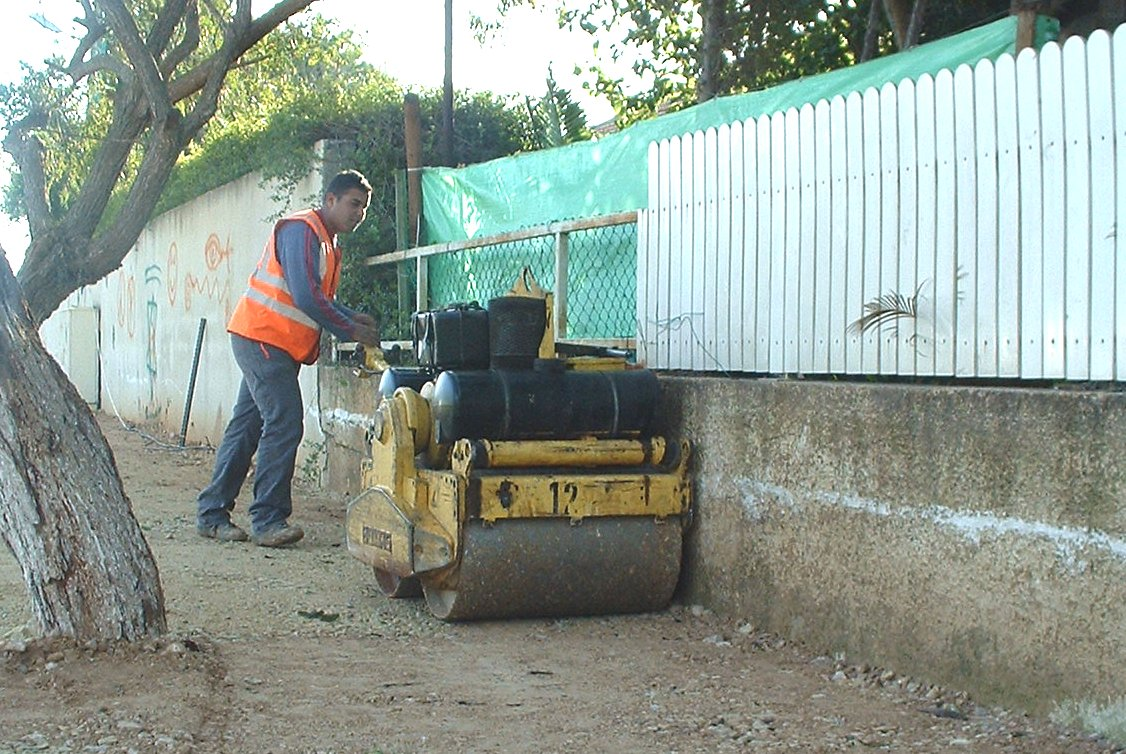
ハンドガイド式ローラーを操る土工

- 丁張りを作成し、それを基準に位置や高低を決める - 簡単な大工工事と測量技術。
- 掘削 - 土木工事の基本であり、シャベルから大型の掘削機械まで使用する。また、必要に応じて法面に土留を行う。
  - 土留
    - 矢板鋼板工法 - 形鋼を専用機械で地盤に打ち込む。
    - H鋼杭打ち矢板工法 - H形鋼を専用機械で地盤に打ち込み、その間に形鋼をはめ込む。
- 床付け - 決められた高さにする地均し。高低差に合わせ掘削した地盤面を均す。手作業でシャベルなどを使い、測量しながら均す。
- 土砂、砂利および敷石の布設、敷き込みおよび締め固め。 - 測量しながら決められた仕様にもとづいて前記の材料を層を成すように敷き込み、都度、専用機械で締め固めを行う。
- 側溝
  - 縁石の布設 - 石工事としての技術が必要。
  - 排水面のコンクリート布設 - 左官工事としての技術が必要。
- アスファルトの布設 - 専用の大型機械と締め固めの機械を操作して行う。

### 建築工事業の土工
建築業の地業、主に掘削、床付け（地均し）、杭工事、基礎工事、間知石積および擁壁工事の技術を持つ職方又は建築業全般の雑務をこなす職方。
建築業は、土木とは逆に職種が多種多様のため、職域で不明瞭な部分が多く、雑務をこなす自由な立場の者が必要になり、それを主に鳶職の見習い、もしくは高所作業をできない者が日雇い契約で鳶業者から派遣される。ただし鳶業から分離派生した業種として派遣される場合もある。

#### 木造建築
杭工事および間知石積については専門分業化が進んでいる。木造建築において一定規模以上のものは、法令により鉄筋コンクリート基礎が義務付けられている。
地業
- 掘削
- 杭
- 基礎工事
  - 遣り方
  - 掘削
  - 床付け
  - 割栗
  - 基礎本体
    - 束石
    - コンクリート基礎
      - 布基礎
      - 耐圧盤基礎

建築基準法および宅地造成法にもとづく間知石積

#### コンクリート建築
杭工事およびコンクリート擁壁については専門分業化が進んでいる。地業ではないが、コンクリートを流し込む作業も専門工と共に土工が担当する。
地業
- 掘削
- 杭
- 基礎工事
  - 床付け

コンクリート躯体
- コンクリート打設

仮設施設
- 自立式クレーンの基礎
- 足場の床付け

建築基準法および宅地造成法にもとづくコンクリート擁壁

### その他の土工
建設業以外の土工。正式には土木会社が請け負うことの多い林道、農道、水路、灌漑施設および港湾施設の小規模工事では、組合などが自前で行うことも多い。これらに継続的に従事したことで高い技術を身につけた者も土工と言える。

## 名称問題
江戸時代に生まれた呼称「土方（どかた、つちかた）」（ドカタ（主としてインターネット掲示板で表記される）、ドカチンとも称される）は、土工および「土建屋」という呼び方と共にマスメディアでは差別語とされ、それぞれ「土木作業員」、「建設業者」などと言い換える、としている。しかし「方」は古来より火付盗賊改方、各々方および奥様方など、敬称として用いられていたため、本来は「土方」にも差別的意味合いはない。
かつては、馬方（陸運荷役）や船方（水運荷役）など、様々な職業において下働き、雑役および重労働を担う職業が存在したが、昭和30年前後から、モータリゼーションや機械化に伴い、職業としても名称としてもほとんど見られなくなった。しかし、地業に係わる細部についてはどうしても人の手が必要であり、これが馬方や船方などの名称と併せて土方という名称に集約された。
田中角栄は尋常高等小学校を卒業後、土木の仕事をしていたが、工事現場でとある老爺に言われた「土方、土方というが、土方はいちばんでかい芸術家だ。パナマ運河で太平洋と大西洋をつないだり、スエズ運河で地中海とインド洋を結んだのもみな土方だ。土方は地球の彫刻家だ」という言葉に感銘を受けている。

### 名称問題の要因
主因
建設業、電力、鉄道又はイベント業者などの業種に対し、手配師と呼ばれる者、ヤクザ又はその企業舎弟、似非右翼、似非人権団体、在日外国人など、かつての鳶職などにおける顔役が、自らの組織に属する者や同胞である不法就労者、債務者又はドヤ街に住む者を直接又は自前のタコ部屋に住まわせ、半ば強制的に日雇い契約で土工として派遣した。これが労働者派遣法違反と扱われ、土方と呼称された。このように、土方と呼ばれる人たちには、住所と契約などの一種の身分的不安定のイメージがついている。
社会的認識
戦前や戦後の成長期に、日雇い労働者を中心とした建設業従事者に対する以下のようなイメージが、土方という言葉を差別用語として忌避する原因となった。
- きつい・汚い・危険、いわゆる3K。
- 手配師と呼ばれる暴力団などとの癒着から、過重労働およびサービス残業（長時間労働）の強制・監禁労働および飯場（僻地の場合もある）と呼ばれる粗末な生活環境で働くこと。
- 犯罪者が捜査から逃れるために飯場を隠れ蓑にすること。
- 地方公共団体（自治体）で余った予算（税金）を消化するため、年度末（毎年2月～3月頃）に集中して行われる季節労働とそれに伴う行政との癒着。

上記のようなイメージの連想から、IT業界で働いている者が、豊富な知識・技術と比較し、割に合わない低賃金の労働現場に仕える自らを卑下してIT土方と呼ぶことがある他、生物系の大学を卒業したにもかかわらず博士研究員を続ける又はこれに関連した派遣業に従事している者をピペット土方と呼ぶことがある。またインターネットスラングとして、援助交際や性風俗店で売春して生計を立てている者を膣ドカタと呼ぶことがある。
その反面、大型工作機械を自由に動かしたり、緻密な計算と職人技術、純粋な成果主義と他の職業よりも高収入を得る可能性からメタルカラーと呼ばれ、バブル景気崩壊後、会社勤めを嫌った若者があえて建設業界に従事するケースも多い。日本の優れた建設技術を支えているのは自分達という自信と誇りから、建設業従事者の中には自ら土方又はガテン系と称する者も現れている。
なお、ブルーカラーといわれることもある。

### 女性作業員の名称
土木業界で働く女性（主に技師）の通称として、2010年代頃から土木系女子（ドボジョ）などの名称が使われだし『ドボジョ!』のような漫画のタイトルにもなったが、2014年10月に日本建設業連合会ではドボジョに代り公募で選ばれた「けんせつ小町」を愛称とすることを発表している。ただネーミングセンスがないとの意見も多い。

### その他の名称問題
- アニメ・巨人の星で、日雇い人夫仕事に対して「ドカチン」と言っている場面があり、日本テレビが社会的非難を受けた。これに伴い、日本テレビ、キョクイチ、東京ムービー（現・トムス・エンタテインメント）の3社が、そのシーンの音声を消す方針を決めたため、再放送ではその部分は無音とした。なお、後年発売されたDVD版では「作中に差別的表現があるが、作者には差別を意図したわけではないこと」や「作品としてのオリジナリティを尊重する」旨の断りを冒頭で紹介した上で、無音だった部分を放送当時の有声状態で聞くことができる措置を取った。詳細は巨人の星を参照。
- 美輪明宏の楽曲ヨイトマケの唄の歌詞に土方が含まれていることから、日本民間放送連盟により要注意歌謡曲（放送禁止歌）に指定され、近年まで放送自粛の措置がとられていた。